# Televen
Televen este o rețea națională de televiziune privată din Venezuela, cu sediul în cartierul Horizonte din Caracas. Din acest motiv este numit și „Horizon Channel”. Televen a fost inaugurată ca TELEVEN Corporation la 10 iulie 1988, de către Omar Camero Zamora și T Radioven, S.A.